# Gare de Nakatsugawa
La gare de Nakatsugawa (中津川駅, Nakatsugawa-eki) est une gare ferroviaire de la ville de Nakatsugawa, dans la préfecture de Gifu au Japon. Elle est exploitée par la compagnie JR Central.

## Situation ferroviaire
La gare de Nakatsugawa est située au point kilométrique (PK) 317,0 de la ligne principale Chūō.

## Historique
La gare a été inaugurée le 21 décembre 1902 sous le nom de gare de Nakatsu. Elle prend son nom actuel en 1911.

## Service des voyageurs

### Accueil
La gare dispose d'un bâtiment voyageurs, avec guichets, ouvert tous les jours.

### Desserte
- Ligne principale Chūō :
  - voies 1 et 2 : direction Tajimi et Nagoya
  - voies 2 et 3 : direction Kiso-Fukushima, Shiojiri et Nagano